# Paulo Cezar Costa
Mons. Paulo Cezar Costa (* 20. července 1967, Valença, Brazílie) je brazilský katolický kněz, biskup, dnes sídelní arcibiskup v Brasilii.

## Stručný životopis
Po základním studiu teologie v Brazílii byl vysvěcen roku 1992 na kněze. V letech 1996-2001 studoval v Římě, kde získal licenciát a doktorát z teologie. Poté působil v pastoraci své rodné diecéze Valença, roku 2010 byl jmenován pomocným biskupem v Rio de Janeiro. Roku 2016 byl jmenován sídlením biskupem v São Carlos a byl jím až do roku 2020, kdy byl jmenován sídelním arcibiskupem v Brasilii.

## Kardinálská kreace
V neděli 29. května 2022 papež František ohlásil, že v konzistoři dne 27. srpna 2022 jmenuje 21 nových kardinálů, mezi nimi i Monsignora Costu. 